# Kalevala

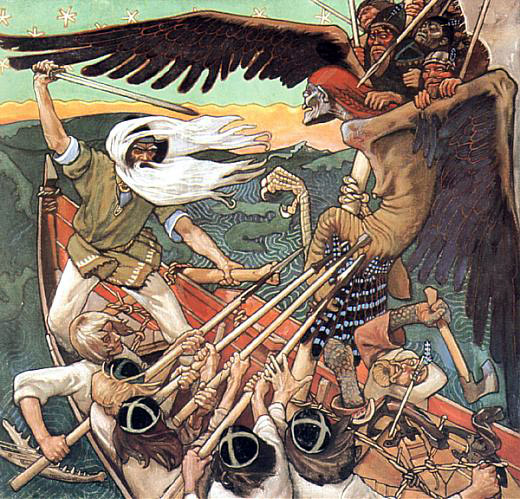
Akseli Gallen-Kallela,
Die Verteidigung des Sampo (1896).
Diese Kalevala-Illustration zeigt den Helden Väinämöinen und Louhi, die Herrscherin des Nordlandes Pohjola, im Kampf um den magischen Gegenstand Sampo.

Das Kalevala [ˈkɑlɛʋɑlɑ] ist ein von Elias Lönnrot im 19. Jahrhundert auf der Grundlage von mündlich überlieferter finnischer Mythologie zusammengestelltes Epos. Es gilt als finnisches Nationalepos und zählt so zu den wichtigsten literarischen Werken in finnischer Sprache. Das Kalevala trug maßgeblich zur Entwicklung des finnischen Nationalbewusstseins bei und hat auch über Finnland hinaus Wirkung entfaltet. Die erste Fassung des Werkes erschien im Jahr 1835. Der Titel ist abgeleitet von Kaleva, dem Namen des Urvaters des besungenen Helden, und bedeutet so viel wie „das Land Kalevas“. Der Standardtext des Kalevala besteht aus 22.795 Versen, die in fünfzig Gesängen vorgestellt werden.

## Inhalt

### Überblick
Das Kalevala ist eine Zusammenstellung verschiedener Überlieferungen und gibt ein breites Spektrum von Heldensagen und Mythen wieder. Der hauptsächliche Erzählstrang handelt zunächst vom Werben um die Tochter von Louhi, der Herrscherin des Nordlandes (Pohjola), und ist eingebettet in einen Konflikt zwischen dem Volk von Kalevala und dem von Pohjola um den Sampo, einen mythischen Gegenstand, der seinem Besitzer Wohlstand zu verschaffen verspricht. Pohjola kann mit Teilen von Lappland identifiziert werden. Für den Sampo, ein magisches Gerät, das Gold, Getreide und Salz herstellt, sind unterschiedliche Interpretationen vorgeschlagen worden. Daneben gibt es mehrere weitere Handlungsstränge, zum Beispiel die Sage von Kullervo, der unwissend seine eigene Schwester verführt, oder die christliche Legende von Marjatta, also der Jungfrau Maria. Zu den Überlieferungen im Kalevala gehören auch ein Mythos zur Schöpfung der Erde und weitere andere Entstehungsmythen, so der des Eisens.
Der wichtigste Protagonist des Kalevala ist der alte und weise Sänger Väinämöinen. In ihm verbinden sich die Züge eines Sagenhelden, eines Schamanen und einer mythischen Gottheit. Andere zentrale Figuren sind der Schmied Ilmarinen und der streitbare Frauenheld Lemminkäinen.
Manche Inhalte des Kalevala weisen Parallelen zu Mythen aus anderen Kulturräumen auf. So erinnert Kullervo an den griechischen Ödipus-Mythos. Die Geschichte des von seiner Mutter aus dem Fluss des Todes zurück ins Leben erweckten Lemminkäinen zeigt starke Parallelen zum ägyptischen Osiris-Mythos. Das Kalevala unterscheidet sich von anderen Sagenzyklen durch seine auf das einfache Volk gerichtete Perspektive. Auch zeichnen sich die Helden des Kalevala weniger durch kriegerisches Geschick als durch Wissen und Sangeskunst aus.

### Inhalt nach Gesängen

#### Erster Väinämöinen-Zyklus
1. bis 2. Gesang: Das Kalevala beginnt mit den Anfangsworten des Dichters. Es folgt ein Schöpfungsmythos, in dem geschildert wird, wie die Welt aus dem Ei einer Tauchente entsteht, nachdem Ilmatar dieses zerbrochen hat. Außerdem gebiert Ilmatar Väinämöinen.

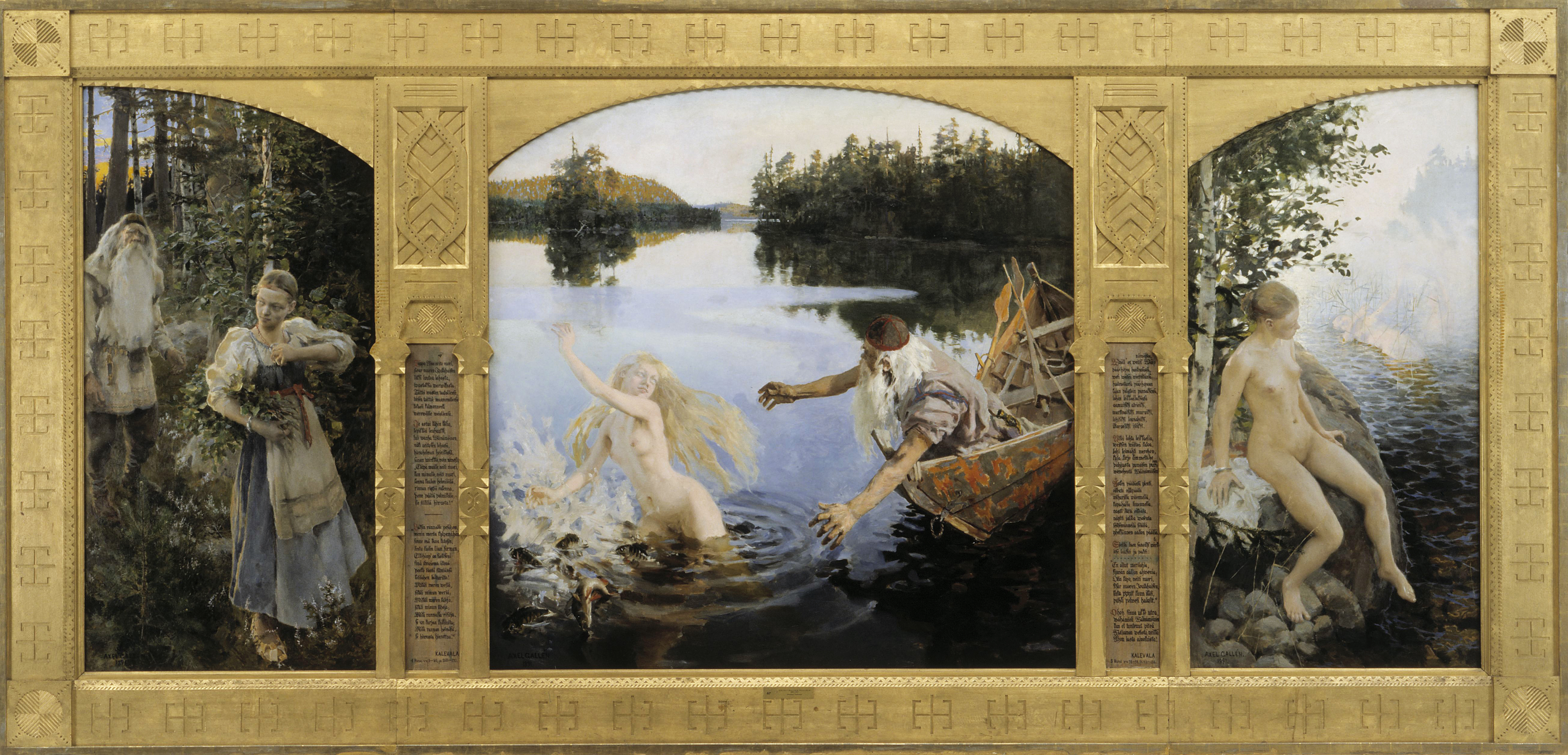
Akseli Gallen-Kallela,
Aino-Triptychon
Dargestellt ist die erste Begegnung von Väinämöinen und Aino, ihre Flucht vor Väinämöinens Annäherungsversuchen und Aino, als sie sich entscheidet, sich zu ertränken.

3. bis 5. Gesang: Um sein Leben nach einem verlorenen Sangeswettkampf zu retten, verspricht Joukahainen Väinämöinen seine Schwester Aino als Frau. Aino, die sich von dem alten Mann abgestoßen fühlt, wehrt Väinämöinens Annäherungsversuche ab und ertränkt sich.

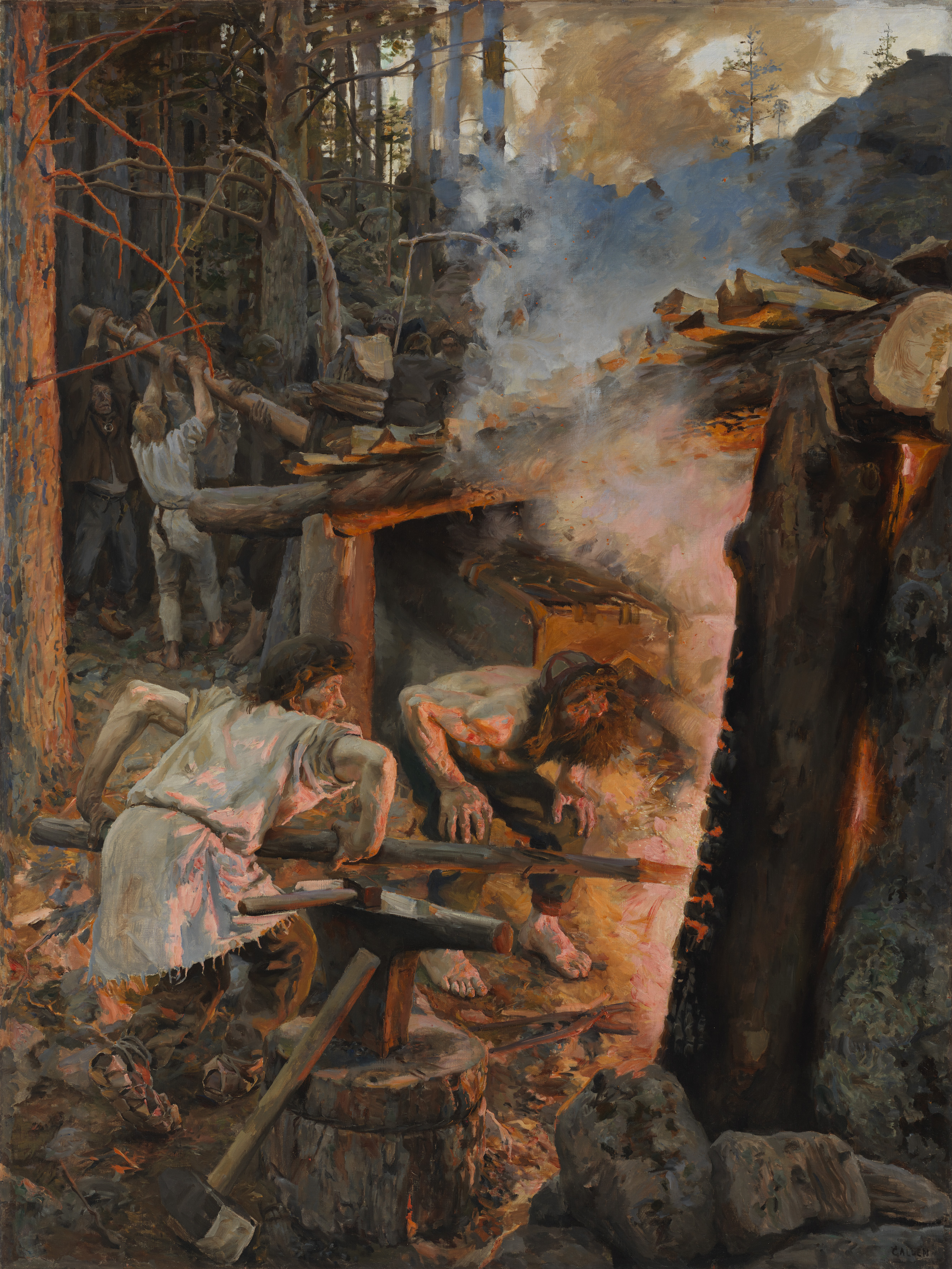
Akseli Gallen-Kallela, Das Schmieden des Sampo

6. bis 10. Gesang: Väinämöinen reist ins Nordland (Pohjola), mit der Absicht, um die Nordlandstochter zu werben. Unterwegs erschießt Joukahainen aus Rache Väinämöinens Pferd und dieser stürzt ins Meer. Dort rettet ihn ein Adler und trägt ihn ins Nordland. Um nach Hause zu kommen, verspricht Väinämöinen Louhi, der Herrscherin des Nordlandes, der Schmied Ilmarinen werde ihr den Sampo schmieden. Als Belohnung wird dem Schmied die Nordlandstochter versprochen. Nach seiner Heimkehr zaubert Väinämöinen Ilmarinen ins Nordland, wo er den Sampo schmiedet, aber er muss ohne die versprochene Braut zurückkehren.

#### Erster Lemminkäinen-Zyklus

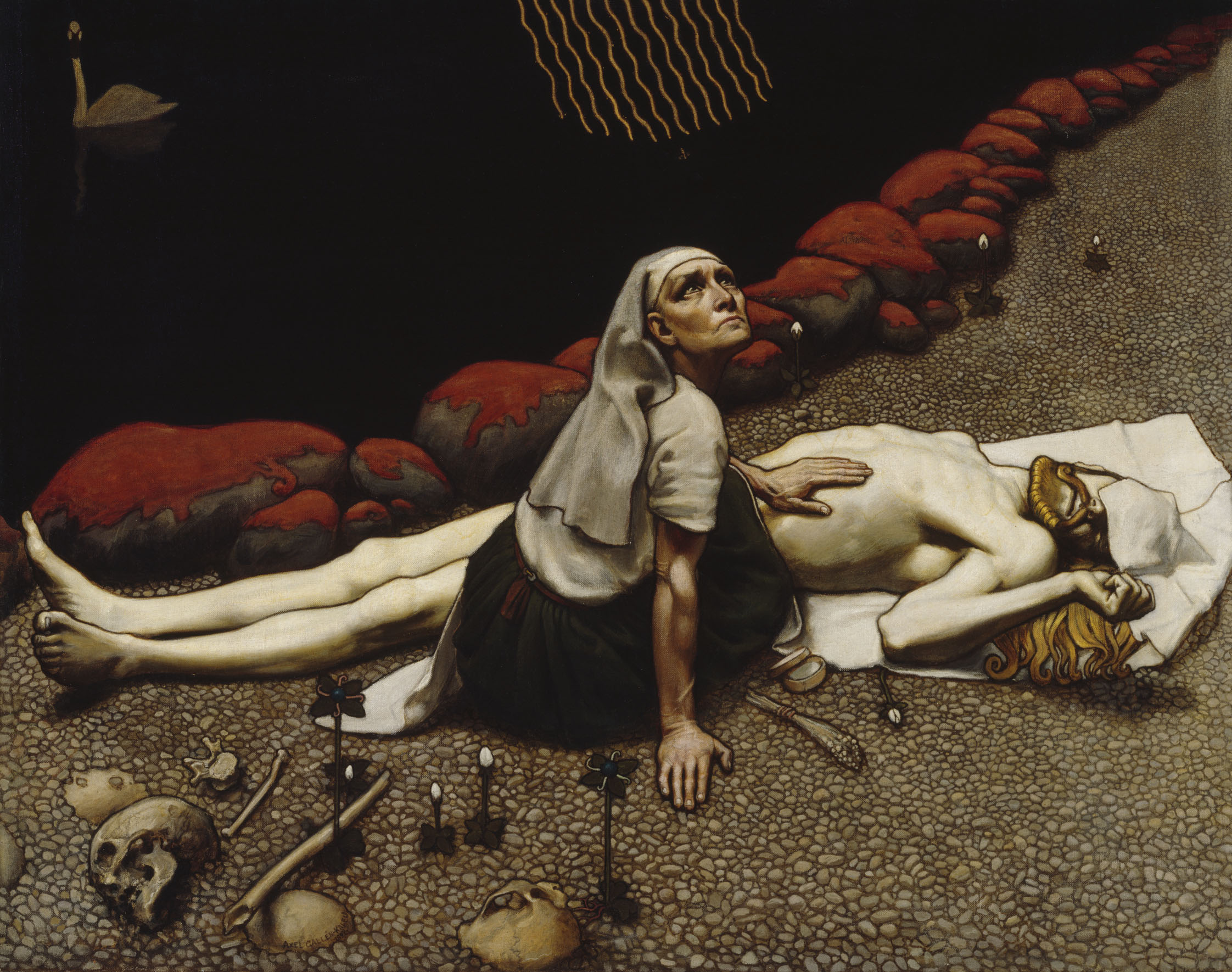
Akseli Gallen-Kallela, Lemminkäinens Mutter.
Die Mutter hat den toten Lemminkäinen soeben aus dem Fluss des Totenreichs geholt.

11. bis 15. Gesang: Lemminkäinen raubt Kyllikki von „der Insel“ (Saari) als seine Braut. Er verlässt Kyllikki, reist ins Nordland und bittet Louhi um die Hand ihrer Tochter, worauf diese ihm drei Aufgaben aufträgt. Nachdem er den Elch von Hiisi erlegt und den Hengst von Hiisi aufgezäumt hat, soll er den Schwan auf dem Fluss des Totenreichs Tuonela erschießen. Am Fluss tötet ihn ein Hirte und wirft den zerstückelten Leichnam in den Fluss. Lemminkäinens Mutter erfährt durch ein Zeichen vom Tod ihres Sohnes, fischt die Stücke seines Körpers mit einer Harke aus dem Fluss und erweckt ihn wieder zum Leben.

#### Zweiter Väinämöinen-Zyklus
16. bis 25. Gesang: Väinämöinen beginnt mit dem Bau eines Bootes, um ins Nordland zu segeln und erneut die Nordlandstochter zu freien. Auf der Suche nach den dafür erforderlichen Zaubersprüchen besucht er erfolglos das Totenreich und erfährt sie schließlich im Bauch des toten Riesen und Zauberers Antero Vipunen. Ilmarinen erfährt durch seine Schwester Annikki von Väinämöinens Plänen und reist ebenfalls ins Nordland. Die Nordlandtochter wählt Ilmarinen. Ilmarinen besteht mit ihrer Hilfe die ihm gestellten übernatürlichen Aufgaben: er pflügt den Schlangenacker, fängt den Bären von Tuoni, den Wolf von Manala und den großen Hecht im Fluss des Totenreiches. Ilmarinen heiratet die Nordlandtochter.

#### Zweiter Lemminkäinen-Zyklus
26. bis 30. Gesang: Lemminkäinen ist erbost darüber, dass er nicht auf die Hochzeit eingeladen wurde, und reist ins Nordland, wo er den Herrn des Nordlandes tötet. Er muss fliehen und versteckt sich auf der Insel, wo er sich mit den Frauen vergnügt, bis die eifersüchtigen Männer ihn vertreiben. Bei seiner Heimkehr findet er sein Haus niedergebrannt vor. Er begibt sich auf einen Rachezug ins Nordland, muss aber unverrichteter Dinge nach Hause zurückkehren.

#### Kullervo-Zyklus

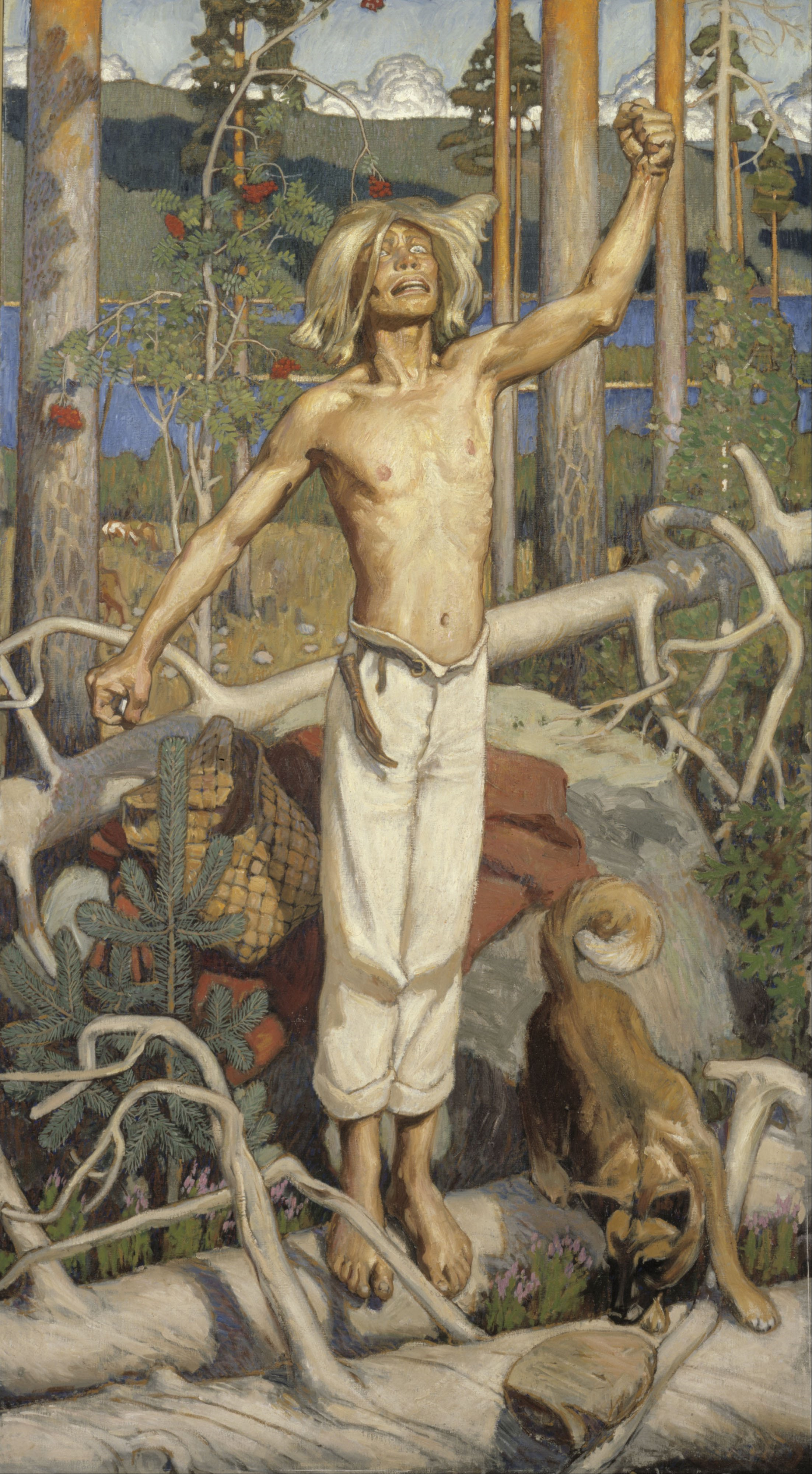
Akseli Gallen-Kallela, Kullervos Fluch. Nach dem Unrecht, das Ilmarinens Frau ihm angetan hat, schwört Kullervo, sich an ihr zu rächen.

31. bis 36. Gesang: Untamo besiegt nach einem Streit seinen Bruder Kalervo und tötet dessen ganzes Geschlecht außer einer schwangeren Frau, die Kullervo gebiert. Untamo verkauft Kullervo als Sklaven an Ilmarinen. Ilmarinens Frau lässt ihn als Hirten arbeiten und behandelt ihn schlecht. Aus Rache treibt Kullervo die Kühe in den Sumpf und stattdessen eine Herde Raubtiere nach Hause. Ilmarinens Frau wird von den wilden Tieren getötet. Kullervo flieht aus dem Haus des Ilmarinen und findet seine totgeglaubten Eltern. Ohne sie zu erkennen, verführt er unwissentlich seine Schwester. Als sie das erfährt, ertränkt sich die Schwester in einer Stromschnelle. Kullervo zieht zum Haus des Untamo, um Rache zu nehmen. Er tötet dort alle und kehrt nach Hause zurück, wo keiner mehr am Leben ist. Kullervo begeht Suizid, indem er sich in sein Schwert stürzt.

#### Ilmarinen-Zyklus
37. bis 38. Gesang: Ilmarinen trauert um seine tote Frau und schmiedet sich eine neue Frau aus Gold. Die goldene Braut ist aber kalt und Ilmarinen verwirft sie wieder. Darauf wirbt er erfolglos um die jüngere Tochter des Nordlands. Nach seiner Heimkehr erzählt er Väinämöinen über den Wohlstand, den der Sampo den Menschen im Nordland verschafft.

#### Dritter Väinämöinen-Zyklus
39. bis 43. Gesang: Väinämöinen, Ilmarinen und Lemminkäinen segeln nach Nordland, um den Sampo zu rauben. Auf der Reise tötet Väinämöinen einen riesigen Hecht und baut aus seinem Kiefer eine Kantele. Mit seinem Kantelespiel schläfert er die Nordländer ein. Väinämöinen und seine Gefährten fliehen mit dem Sampo. Nachdem sie erwacht ist, verwandelt sich Louhi in einen Riesenadler und macht sich mit ihrem Heer zur Verfolgung auf. Beim Kampf zerbricht der Sampo.
44. bis 49. Gesang: Louhi schickt Krankheiten und einen Bären nach Kalevala; sie versteckt die Sterne und raubt das Feuer. Väinämöinen und Ilmarinen erlangen die Sterne und das Feuer wieder zurück.

#### Marjatta-Zyklus
50. Gesang: In einer Abwandlung des Neuen Testaments wird geschildert, wie Marjatta (Maria) von einer Preiselbeere schwanger wird. Väinämöinen verurteilt das vaterlose Kind zum Tode, aber das Kind setzt sich gegen Väinämöinen durch und wird zum König von Karelien. Väinämöinen reist mit seinem Boot ab. Das Epos endet mit den Schlussworten des Dichters.

## Sprache und Stil

### Versmaß
Das im Kalevala verwendete Versmaß fand bei allen Arten der finnischen Volksdichtung sowie bei Sprichwörtern u. Ä. Verwendung. Heute wird es gemeinhin als Kalevala-Versmaß bezeichnet. Ähnliche Versmaße findet man bei den Esten und anderen ostseefinnischen Völkern. Man geht davon aus, dass es über 2.000 Jahre alt ist. Seit Veröffentlichung des Kalevala kommt bis heute das Kalevala-Versmaß auch in der finnischen Kunstdichtung zum Einsatz.
Das Kalevala-Versmaß unterscheidet sich in vielerlei Hinsicht von den Versmaßen der indogermanischen Sprachen. Es handelt sich um einen trochäischen Vierheber, d. h. jeder Vers besteht aus vier Trochäen, also insgesamt acht Silben. Dabei wird ein Trochäus als Abfolge von Hebung und Senkung aufgefasst. Die Grundregel des Kalevala-Versmaßes besagt Folgendes:
- Die Anfangssilbe eines Wortes muss lang sein, wenn sie in der Hebung eines Versfußes steht. Im Beispielvers sind die betreffenden Silben unterstrichen:

Vaka | vanha | Väinä|möinen
- In der Senkung muss die Anfangssilbe eines Wortes kurz sein.

tietä|jä i|än i|kuinen
Ergänzend gelten vier Zusatzregeln:
- Im ersten Versfuß ist die Länge der Silben frei. Er kann auch manchmal (in rund 3 % der Verse des Kalevala) aus drei oder selten sogar vier Silben bestehen.
- Ein einsilbiges Wort darf nicht am Ende eines Verses vorkommen.
- Ein viersilbiges Wort darf nicht in der Mitte eines Verses stehen. (Gilt nicht für zusammengesetzte Wörter.)
- Die letzte Silbe eines Verses darf keinen langen Vokal enthalten.

Die Verse teilt man in „normale“ Verse, in denen die Wortbetonungen (die im Finnischen stets auf der Anfangssilbe eines Wortes liegen) und Vershebungen zusammenfallen, und „gebrochene“ Verse, bei denen mindestens eine betonte Silbe in einer Senkung steht. Etwa die Hälfte der Kalevala-Verse sind gebrochen. Dieser Kontrapunkt zwischen Wort- und Versrhythmus ist charakteristisch für das Kalevala-Versmaß. Normale Verse weisen eine Mittelzäsur auf. Lange Wörter tendieren dazu, am Ende des Verses zu stehen.
Bei der Übertragung des Kalevala ins Deutsche oder andere Akzentsprachen wird das auf Längen und Kürzen beruhende System durch ein akzentuierendes Versmaß ersetzt. Dabei besteht ein Trochäus aus einer Folge von einer betonten und einer unbetonten Silbe (Beispiel: Väinä|möinen | alt und | weise || er, der | ew'ge | Zauber|sprecher.)

### Stilmittel
Die beiden wichtigsten Stilmittel des Kalevala sind Alliteration (Stabreim) und Parallelismus. Beide entstanden aus der Notwendigkeit, die mündlich übermittelte Dichtung leicht erinnerbar zu machen.
Alliteration bedeutet, dass zwei oder mehr Wörter eines Verses mit demselben Laut anfangen (Beispiel Vaka vanha Väinämöinen „Väinämöinen alt und weise“). Man unterscheidet „schwache“ Alliteration, bei der zwei Wörter mit demselben Konsonanten oder beide mit einem Vokal anlauten, und „starke“ Alliteration, bei der zwei Wörter mit derselben Folge von Konsonant und Vokal oder mit demselben Vokal beginnen. Dieses Stilmittel kommt im Kalevala äußerst oft vor: Über die Hälfte der Verse weist eine starke, rund ein Fünftel eine schwache Alliteration auf. Endreime gibt es dagegen nicht.
Der Parallelismus kann in verschiedenen Formen auftreten. Meist wird der Inhalt eines vorangegangenen Verses im Nachvers mit anderen Worten wiederholt. Dabei hat jedes Wort des Nachverses eine Entsprechung im vorangehenden Vers. Diese Entsprechung kann synonym (gleichbedeutend), analog (gleichartig) oder auch antithetisch (gegensätzlich) sein. Der Parallelismus kann auch innerhalb eines Verses vorkommen, teils umfasst er aber auch längere, nach demselben Schema aufgebaute Passagen. Im Kalevala kommt der Parallelismus in noch größerem Maße zum Einsatz als in der Volksdichtung, was wohl mit Elias Lönnrots Wunsch zusammenhängt, einen möglichst großen Teil des von ihm gesammelten Materials zu verwerten.
Beispiele für den Parallelismus:
- Lähe miekan mittelöhön, / käypä kalvan katselohon „Lass die Schwerter uns beschauen, / lass uns jetzt die Klingen messen“ (synonym)
- Kulki kuusisna hakona, / petäjäisnä pehkiönä „Wandert wie ein Zweig der Fichte, / treibt wie dürres Reis der Tanne“ (analog)
- Siitä läksi, ei totellut „Gehet dennoch, nichts beachtend“ (antithetisch)

### Textbeispiel
Anfangsverse des Kalevala (1:1–9)
| Mieleni minun tekevi, aivoni ajattelevi lähteäni laulamahan, saa'ani sanelemahan, sukuvirttä suoltamahan, lajivirttä laulamahan. Sanat suussani sulavat, puhe'et putoelevat, kielelleni kerkiävät. | Werde von der Lust getrieben, von dem Sinne aufgefordert, dass ans Singen ich mich mache, dass ich an das Sprechen gehe, dass des Stammes Lied ich singe, jenen Sang, den hergebrachten. Worte schmelzen mir im Munde, es entschlüpfen mir die Töne, wollen meiner Zung’ enteilen. |

## Werkgeschichte
Das Kalevala geht auf die uralte mündlich tradierte finnische Volksdichtung zurück. Die Zusammenstellung der Lieder zu einem zusammenhängenden Epos stammt jedoch aus dem 19. Jahrhundert und ist ein Kunstprodukt von Elias Lönnrot. Lönnrot selbst war ausgehend von Friedrich August Wolfs Theorie zur Homerischen Frage von der (inzwischen obsoleten) Ansicht überzeugt, dass die vielen Einzellieder, die er auf seinen Reisen in Karelien aufgezeichnet hatte, einst ein zusammenhängendes Epos gebildet hatten, das es zu rekonstruieren gelte. Er fügte die von ihm gesammelten Lieder zusammen und veränderte teilweise die Zusammenhänge, um sie zu einer logischen Handlung zu verknüpfen. 33 % der Verse des Kalevala sind wörtlich aus den gesammelten Aufzeichnungen übernommen, 50 % sind geringfügig von Lönnrot bearbeitet, 14 % der Verse schrieb er selbst analog zu vorhandenen Versen und 3 % erfand er frei. Insgesamt kann man das Kalevala als sein magnum opus bezeichnen.

### Finnische Volksdichtung

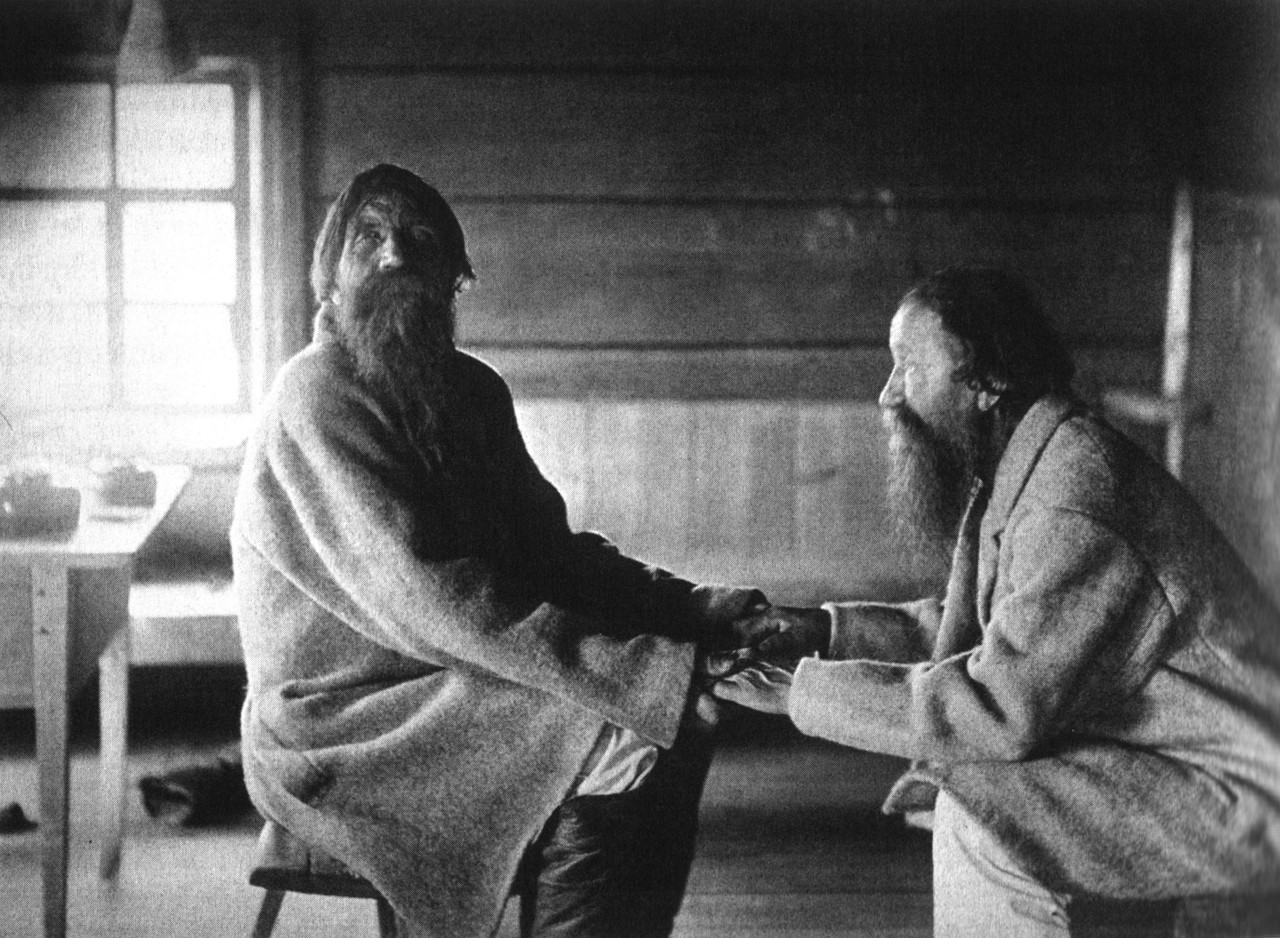
Runensänger in Uhtua, 1894

Die gemeinsame Tradition der mündlich überlieferten Volksdichtung findet sich im gesamten ostseefinnischen Sprachraum, also in Finnland, Karelien, Estland und dem Ingermanland. Man geht davon aus, dass diese Art der Dichtung bereits vor 2500 bis 3000 Jahren entstand. Die „Runen“ (finnisch runo) genannten Lieder wurden nach bestimmten, recht einfachen Melodien gesungen, teilweise begleitet von einer Kantele. In Gegenden, in denen die Tradition der Volksdichtung noch lebendig war, kannte die Mehrzahl der Menschen zumindest einige Lieder. Daneben gab es wandernde Runensänger, die ein großes Repertoire an Runen auswendig vortragen konnten.
Die Volksdichtung war bis ins 16. Jahrhundert in ganz Finnland verbreitet. Nach der Reformation verbot die lutherische Kirche die „heidnischen“ Runen, und die Tradition versiegte nach und nach in West- und Mittelfinnland.
Im orthodoxen, zu Russland gehörigen Ostkarelien konnte sich die Volksdichtung länger halten. Die Tradition blieb bis ins frühe 20. Jahrhundert lebendig, heute gibt es nur noch wenige alte Menschen, die die alten Lieder beherrschen.

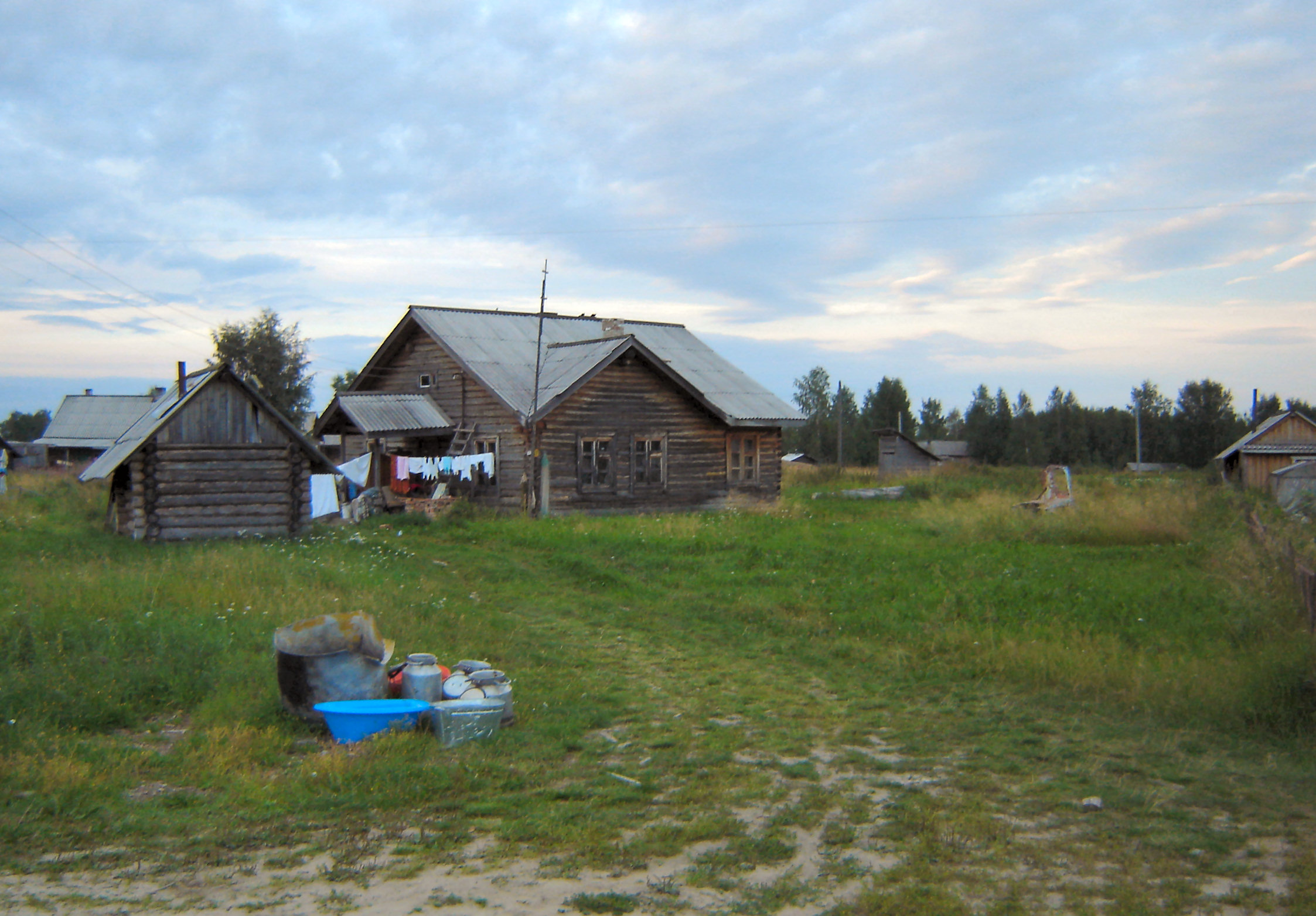
Woknawolok, eines der von Lönnrot besuchten Dörfer, im Jahr 2005

Die finnische Volksdichtung wird in drei Hauptzweige eingeteilt: Epik, Lyrik und Beschwörungen. Die Epik umfasst unterschiedlich alte Schichten. Die älteste Schicht sind mythische Runen, die etwa die Schöpfung der Erde behandeln. Entstehungsmythen wie die Entstehung des Eisens haben ihren Ursprung im Schamanismus der vorchristlichen Periode, d. h. der Zeit vor dem 12. Jahrhundert. Während des Mittelalters entstand die Heldendichtung und Balladen sowie – nach der Bekehrung der Finnen – Legenden mit christlicher Thematik. In späterer Zeit behandelten die Epen historische Ereignisse wie den Mord am Bischof Heinrich von Uppsala, der als Schutzpatron Finnlands Kernbestandteil der finnischen Nationalmythologie ist, oder die Kriege zwischen dem Schwedischen Reich und Russland. Zur Lyrik gehören Runen zu besonderen Anlässen (z. B. Hochzeit, Erlegung eines Bären), Lieder, die im Alltag (z. B. bei der Feldarbeit) gesungen wurden, Liebeslyrik und Elegien. Die Beschwörungslieder stammen aus der vorchristlichen Magie. Durch Zaubersprüche versuchte man etwa die Heilung von Krankheiten oder Jagdglück zu beschwören. Die Handlung des Kalevala beruht auf einer Zusammenstellung verschiedener epischer Themen, daneben sind an passenden Stellen lyrische oder magische Runen eingearbeitet.

### Entstehung des Epos

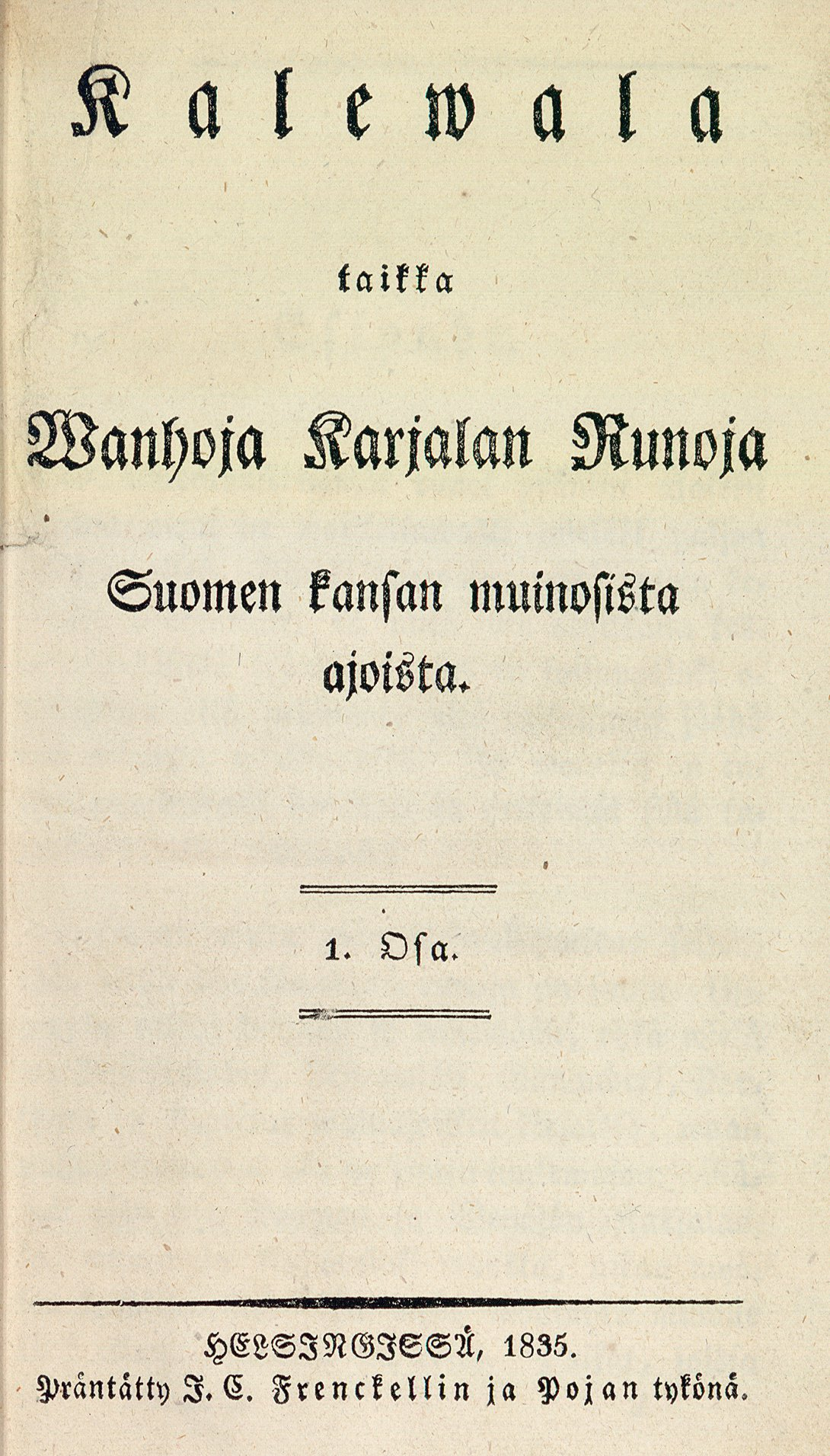
Titelblatt der Kalevala-Erstausgabe

Bereits im 17. Jahrhundert waren vereinzelte Lieder aufgezeichnet worden, aber ein wirkliches wissenschaftliches Interesse an der finnischen Volksdichtung entstand erst Ende des 18. Jahrhunderts. Unter anderem Henrik Gabriel Porthan, der bedeutendste finnische Humanist seiner Zeit, zeichnete Volkslieder auf und veröffentlichte 1766–1778 das Werk De Poësi Fennica („Über die finnische Dichtung“). Den Gedanken, aus den aufgezeichneten Runen ein Epos nach dem Vorbild der Ilias und Odyssee oder dem Nibelungenlied zu schaffen, formulierte 1817 als Erster der Fennomane Carl Axel Gottlund (ähnlich schon 1808 August Thieme). Die Erfüllung dieser Aufgabe sollte schließlich dem Philologen und Arzt Elias Lönnrot zukommen. Zwischen den Jahren 1828 und 1844 unternahm er insgesamt elf Reisen hauptsächlich nach Karelien, um Quellenmaterial zu sammeln. Dabei zeichnete er große Mengen an Material von Runensängern wie Arhippa Perttunen auf. Die Dörfer, die Lönnrot besuchte, (u. a. das 1963 in Kalewala umbenannte Uchta (Uhtua) sowie Woknawolok (Vuokkiniemi) und Ladwaosero (Latvajärvi)) gehörten damals wie heute zu Russland.
1834 veröffentlichte Lönnrot anhand des von ihm gesammelten Materials das aus 5052 Versen bestehende Runokokous Väinämöisestä („Runensammlung über Väinämöinen“), eine Art „Proto-Kalevala“. Es markiert einen Wendepunkt in Lönnrots Werk. Während er sich zuvor wissenschaftlich-textkritisch mit dem Material auseinandergesetzt hatte, stand nun erstmals die künstlerische Intention im Vordergrund. 1835–1836 veröffentlichte Elias Lönnrot die sogenannte „Alte Kalevala“, die 32 Runen mit 12.078 Versen umfasste. Die durch zahlreiches Material ergänzte, mit 50 Runen und 22.795 Versen fast doppelt so lange „Neue Kalevala“ erschien im Jahre 1849 und gilt heute als Standardtext.
Als „Schwesterwerk“ des Kalevala gilt die Gedichtssammlung Kanteletar. Sie wurde 1840 von Elias Lönnrot auf Grundlage desselben Quellenmaterials veröffentlicht, aus dem er auch das Kalevala zusammengestellt hatte.

### Ausgaben
Die erste Version von Lönnrots Kalevala erschien 1835–1836 in zwei Bänden unter dem Titel Kalewala, taikka Wanhoja Karjalan Runoja Suomen kansan muinoisista ajoista („Kalevala, oder alte Runen Kareliens über altertümliche Zeiten des finnischen Volkes“). Als „Geburtstag“ des Epos gilt der 28. Februar 1835, der Tag, an dem Elias Lönnrot das Vorwort des ersten Bandes unterzeichnete. Am 28. Februar wird heute in Finnland der Kalevala-Tag gefeiert. Das „neue Kalevala“ erschien 1849 mit dem schlichten Titel Kalevala. Seitdem ist das Epos in dutzenden verschiedenen finnischsprachigen Ausgaben erschienen. Daneben wurden zahlreiche Kurzfassungen, Versionen für den Schulunterricht, Prosa-Nacherzählungen und Adaptionen für Kinder herausgegeben. Das Kalevala ist in 51 Sprachen, darunter auch Plattdeutsch, Latein und so exotische wie Fulani, übersetzt worden.

## Bedeutung

### Als nationales Symbol
Die Bedeutung, die das Kalevala für die finnische Kultur und das Nationalgefühl der Finnen gehabt hat, ist ungleich größer als bei den meisten anderen Nationalepen. Die politische Dimension des Kalevala wird teils so hoch eingeschätzt, dass behauptet wird, Finnland sei gerade durch das Kalevala zu einer selbstständigen Nation geworden. Zum Erscheinungszeitpunkt des Kalevala war in Finnland, angefacht durch die in Europa aufgekommene Idee des Nationalismus, eine neue finnische Identität im Entstehen. Das Kalevala trug maßgeblich zu deren Entwicklung bei. Eine eigenständige finnische Schriftkultur hatte es bis dahin nicht gegeben, doch mit der Existenz eines Nationalepos im Range von Edda, Nibelungenlied oder Ilias sahen sich die Finnen in die Schar der Kulturvölker aufgenommen. Bestärkt wurde diese Ansicht durch die Aufmerksamkeit, die dem Kalevala auch im Ausland zuteilwurde. Die finnische Nationalbewegung wollte die fehlende Geschichte des Landes ausgleichen, indem sie das Kalevala als historisches Zeugnis über die „Urzeit des finnischen Volkes“ zu interpretieren versuchte. Zugleich stärkte die Veröffentlichung des Kalevala die Rolle der finnischen Sprache, die zuvor nicht als Literatursprache verwendet worden war. 1902 wurde sie neben dem Schwedischen als Amtssprache eingeführt. Das „nationale Erwachen“ Finnlands hatte seinerseits einen Anteil an der Erlangung der staatlichen Unabhängigkeit im Jahr 1917.

### Im heutigen Finnland

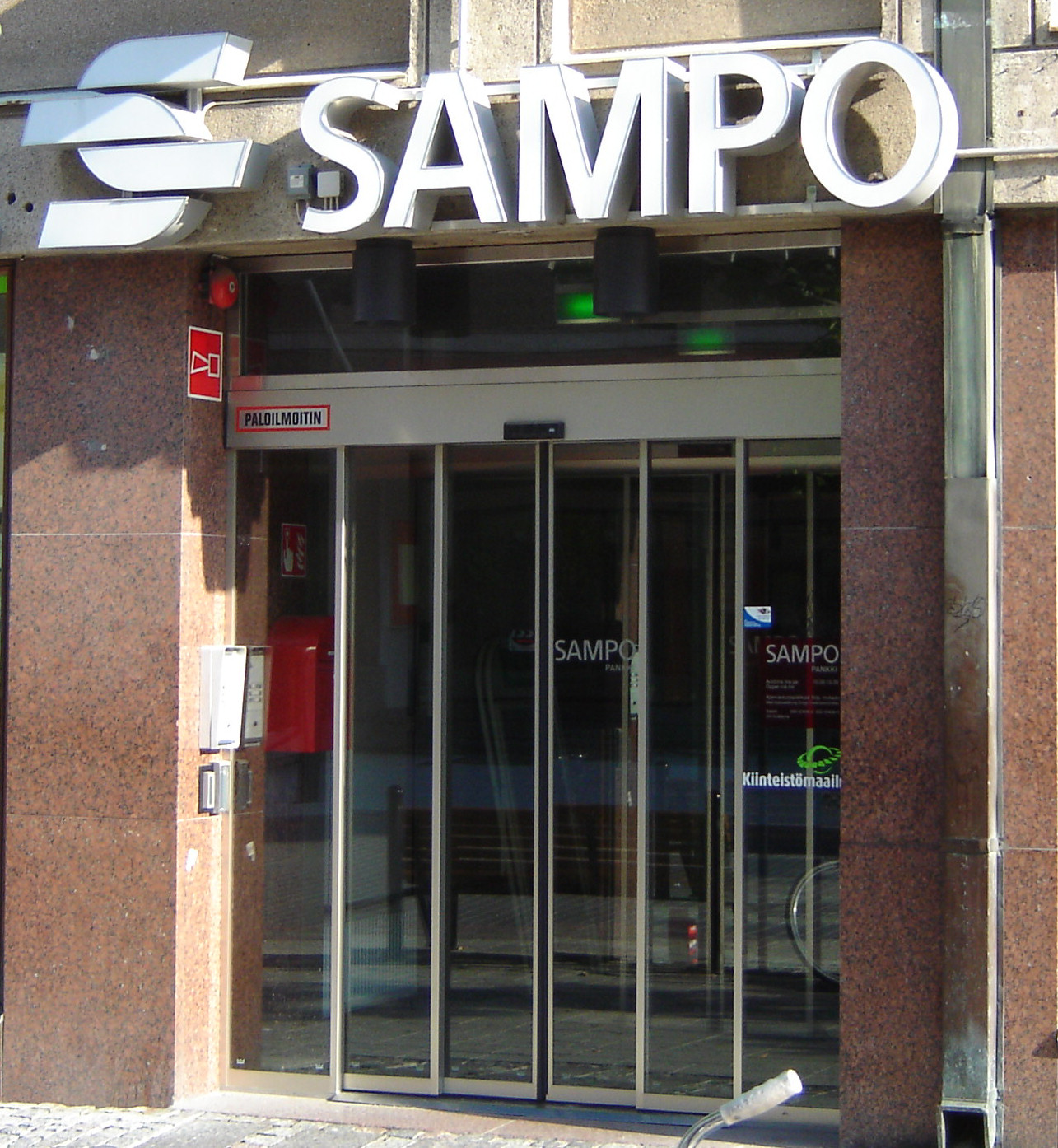
Filiale der Sampo-Bank im Zentrum von Turku

Bis heute ist der Einfluss des Kalevala im finnischen Gesellschaftsleben spürbar. Bekannte Abschnitte des Kalevala werden oft zitiert; so kann eine schwere Aufgabe in Anspielung auf die Taten des Ilmarinen als „Pflügen des Schlangenackers“ bezeichnet werden. Vornamen wie Väinö, Ilmari, Tapio oder Aino gehen auf die Charaktere des Epos zurück. Zahlreiche Unternehmen haben Namen mit einem Bezug zur Kalevala-Thematik gewählt: So gibt es ein Finanzunternehmen „Sampo“, ein Versicherungsunternehmen „Pohjola“ und eine Eiscrememarke „Aino“. Die Firma Kalevala Koru, einer der bekanntesten Schmuckhersteller Finnlands, verdankt Namen und Existenz dem Epos; mit dem Erlös eines Vereines der „Kalevala-Frauen“, aus dem der Schmuckhersteller hervorging, sollte ein Denkmal für die im Kalevala erwähnten Frauen finanziert werden. Neubaugebiete wie Kaleva in Tampere oder Tapiola in Espoo wurden nach Begriffen aus dem Kalevala benannt.

## Rezeption
Das Kalevala hat die finnische Kultur in nicht zu unterschätzender Weise geprägt und wurde zur Inspiration für zahlreiche Künstler. Dass die wichtigsten Werke zum Kalevala erst Ende des 19. Jahrhunderts, also viele Jahrzehnte nach Erscheinen des Epos, entstanden, hängt damit zusammen, dass die Kunst in Finnland zu Zeiten Lönnrots noch in den Kinderschuhen steckte. Die zwei Jahrzehnte zwischen 1890 und 1910 gelten als „goldenes Zeitalter“ der finnischen Kunst. Während dieser Zeit entstand die als Karelianismus bekannte Begeisterung für das Kalevala und ihren Ursprungsort Karelien. Fast alle bedeutenden finnischen Künstler dieser Epoche unternahmen Reisen nach Karelien und ließen sich vom Kalevala inspirieren.

### Bildende Kunst

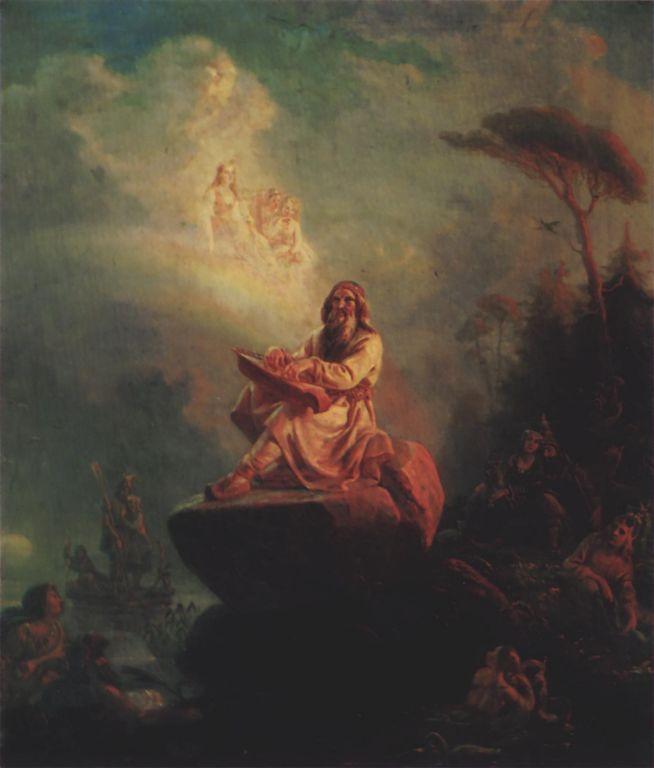
R.W. Ekman, Väinämöinen

Väinämöinen befestigt die Saiten an seiner Kantele (1851) des Schweden Johan Blackstadius ist das erste Kalevala-Gemälde. In der Folgezeit beschäftigte sich R. W. Ekman, der führende finnische Künstler seiner Zeit, mit der Thematik. Für die nächsten Jahrzehnte versiegte aber die Kalevala-Kunst. Erst in den 1880er Jahren erlebte sie mit dem Entstehen einer neuen Künstlergeneration und dem Aufkommen des Karelianismus eine Renaissance. Die bekanntesten Gemälde zum Kalevala stammen von Akseli Gallen-Kallela. Seine Illustrationen genießen in Finnland einen hohen Bekanntheitsgrad und prägen die Vorstellung von dem Nationalepos. Während sein Anfangswerk dem Realismus zuzurechnen ist, wurde er später vom Symbolismus und Jugendstil beeinflusst. Seine wichtigsten Werke sind Die Verteidigung des Sampo (1895), Joukahainens Rache, Lemminkäinens Mutter (beide 1897) und Kullervos Fluch (1899). Auch Pekka Halonen, ein weiterer bedeutender Vertreter des Karelianismus, beschäftigte sich mit dem Kalevala, wenn auch nur am Rande. Emil Wikström nimmt im Bereich der Bildhauerei eine ähnliche Rolle ein wie Gallen-Kallela in der Malerei.

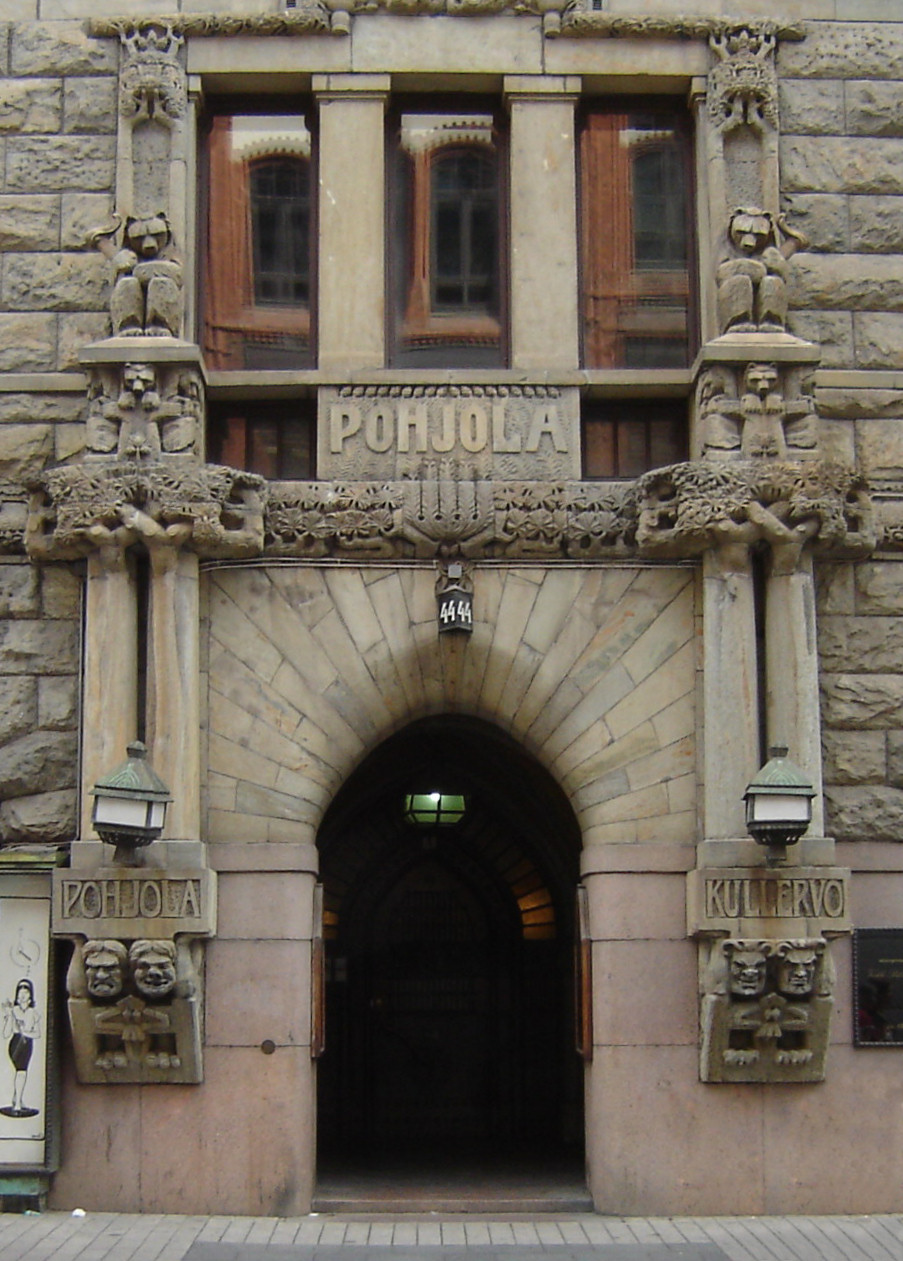
Das 1901 erbaute Pohjola-Haus an der Aleksanterinkatu in Helsinki: Beispiel für Kalevala-Einflüsse in der Architektur

Der Architekt Eliel Saarinen entwarf für die Weltausstellung 1900 in Paris den finnischen Pavillon, den Gallen-Kallela mit Deckenfresken mit Szenen aus dem Kalevala ausgestaltete. Das Nationalmuseum (1911) und der Hauptbahnhof (1919) in Helsinki, beide ebenfalls von Saarinen entworfen, sind Beispiele für die nationalromantische, vom Kalevala inspirierte finnische Architektur jener Epoche. Saarinen plante auch ein Kalevala-Haus, das als eine Art Stätte des finnischen Kulturerbes gedacht war, aber nie realisiert wurde.
Der Fotograf I. K. Inha bereiste 1894 Karelien, um auf Elias Lönnrots Spuren das Leben in den Dörfern, in denen das Kalevala entstanden war, zu dokumentieren. Seine Porträt- und Landschaftsaufnahmen sind in vielen Veröffentlichungen zur finnischen Volksdichtung verwendet worden. Die erste Kalevala-Verfilmung war die finnisch-sowjetische Koproduktion Sampo (1959). 1982 entstand der vierteilige Fernsehfilm Rauta-aika.

### Musik
Die ersten bedeutenden Orchesterwerke zum Thema Kalevala komponierte in den 1880er-Jahren Robert Kajanus. Der Komponist Jean Sibelius wurde durch Kajanus’ Einfluss zum Karelianismus geführt. 1892 komponierte er nach einer Karelien-Reise die Sinfonie Kullervo. Zwischen 1893 und 1895 folgte die Lemminkäinen-Suite, in der die sinfonische Dichtung Der Schwan von Tuonela enthalten ist. Weitere bekannte Kalevala-Werke von Sibelius sind die sinfonischen Dichtungen Pohjolas Tochter (1906) und Tapiola (1926). Leevi Madetoja schuf 1913 die sinfonische Dichtung Kullervo op. 15.
Von den zeitgenössischen finnischen Komponisten hat unter anderem Einojuhani Rautavaara in seinem Werk Der Raub des Sampo (1982) die Kalevala-Thematik aufgegriffen. 1992 wurde die Oper Kullervo von Aulis Sallinen in Los Angeles uraufgeführt.
Die finnische Metal-Band Amorphis veröffentlichte mehrere erfolgreiche Alben, deren Texte auf dem Kalevala beruhen: Tales from the Thousand Lakes (1994), Eclipse (2006), worin der Kullervo-Zyklus vertont wird, Silent Waters (2007), das den ersten Lemminkäinen-Zyklus erzählt, Skyforger (2009), sowie The Beginning of Times (2011). Ebenfalls beschäftigen sich die finnischen Folk-Metal-Bands Ensiferum und Turisas mit diesem Thema.

### Film
1959 erschien als finnisch-sowjetische Koproduktion der Film „Sampo“ (dt. Fassung: „Das gestohlene Glück“). Der Film erzählt mit damals üblichem Pathos und Naivität den Kampf der Kalevala-Helden gegen die Hexe Louhi. Die eingesetzten filmischen Stilmittel erinnern an sowjetische Filme „zur moralischen Nachbereitung“ des Krieges (Großer Vaterländischer Krieg) wie Ilja Muromez (Mosfilm 1956). Insofern gibt der Film mehr Auskunft über die Verhältnisse zu seiner Entstehungszeit als über das Kalevala-Epos, macht den Zuschauer jedoch gut mit den Personen bekannt. 1985 lief im Fernsehen der DDR der vierteilige Film "Die eiserne Zeit" nach Motiven des Kalevala-Epos, der anschaulich die Problematik dieses Werkes darstellte. „Jade-Krieger“ (deutscher Titel, finnisch: „Jade Soturi“) ist eine 2008 erschienene finnisch-chinesische Produktion, die auf der Mythologie des Kalevala aufbaut.

### Theater
Das Theaterstück Zaubermühle der Autorin Katrin Lange beruht auf Motiven des Kalevala. Die Uraufführung fand am 21. Januar 2015 im Schnawwl-Theater Mannheim statt.

### Populärkultur
Der amerikanische Comiczeichner Don Rosa veröffentlichte 1999 den Donald-Duck-Comic The Quest for Kalevala (deutscher Titel Die Jagd nach der Goldmühle), in dem Dagobert Duck versucht, den Sampo zu finden und dabei zahlreichen Figuren des Kalevala (u. a. Väinämöinen und Louhi) begegnet. Eine Bilderbuch-Adaption für Kinder ist die 1992 erschienene Koirien Kalevala („Hunde-Kalevala“) des finnischen Kinderbuch-Autors Mauri Kunnas. In beiden Werken werden Szenen aus Akseli Gallen-Kallelas Kalevala-Illustrationen nachgezeichnet.
Der finnische Spieleentwickler Nolla Games veröffentlichte 2019 ihr Debütspiel Noita, in dem man viele Elemente der Kalevala, wie zum Beispiel das Sampo oder die aus Hechtknochen gefertigte Kantele, wiederfindet.

### Textausgaben / Hörbücher / Bearbeitungen
- Kalevala. VEB Hinstorff Verlag Rostock, 1968 (nach der deutschen Übertragung von Anton Schiefner und Martin Buber; Neubearbeitung und Nachwort von Wolfgang Steinitz; Illustrationen von Bert Heller)

- Kalevala. Das finnische Epos des Elias Lönnrot. Aus dem finn. Urtext übertragen von Lore Fromm und Hans Fromm. Mit einem Nachw. von Hans Fromm. Marix Verlag, Wiesbaden 2005, ISBN 3-86539-013-7.
- Elias Lönnrot: Kalevala. Das finnische Nationalepos (Hörbuch), 4 CDs mit Illustrationen von Carola Giese. Verlag Michael John, 2015, ISBN 978-3-942057-57-8.
- Kalewala. Das finnische Epos von Elias Lönnrot. Übers. und mit einem Nachw. von Gisbert Jänicke. Jung und Jung, Salzburg/Wien 2004, ISBN 3-902144-68-8 (neue Übersetzung).
- Inge Ott: Kalevala. Die Taten von Väinämöinen, Ilmarinen und Lemminkäinen. Neu erzählt von Inge Ott. Mit Illustrationen von Herbert Holzing. Verlag Freies Geistesleben, Stuttgart 1978, 1981, 1989, ISBN 3-7725-0697-6 (Prosa-Nacherzählung).
- Kalewala, das National-Epos der Finnen, nach der zweiten Ausgabe ins Deutsche übertragen von Anton Schiefner. J. C. Frenckell & Sohn, Helsingfors 1852.
- Kalevala. Das Nationalepos der Finnen. Hinstorff, Rostock 2001, ISBN 3-356-00792-0 (Teilausgabe).
- Pertti Anttonen, Matti Kuusi: Kalevala-lipas. Suomalaisen Kirjallisuuden Seura, Helsinki 1999, ISBN 951-746-045-7.
- Kalewala. Markus Hering liest aus dem finnischen Epos von Elias Lönnrot. Jung und Jung, Wien 2005, ISBN 3-200-00474-6 (Hörbuch nach der Übersetzung von Gisbert Jänicke; Musikzusammenstellung von Peter Kislinger; 4 Audio CDs).
- Tilman Spreckelsen: Kalevala. Eine Sage aus dem Norden, nacherzählt von T. S. und illustriert von Kat Menschik. Verlag Galiani Berlin, Berlin 2014, ISBN 978-3-86971-099-0.

### Sekundärliteratur
- Christian Niedling: Zur Bedeutung von Nationalepen im 19. Jahrhundert. Das Beispiel von Kalevala und Nibelungenlied. Köln 2007, ISBN 978-3-939060-05-5.
- Harald Falck-Ytter: Kalevala. Erdenmythos und Menschheitszukunft. Mellinger Verlag, Stuttgart 1993, ISBN 3-88069-301-3.
- Wilhelm von Tettau: Ueber die epischen Dichtungen der finnischen Völker, besonders die Kalewala. Erfurt: Villaret 1873.
- Kalevala. Das finnische Epos des Elias Lönnrot. Reclam, Stuttgart 1989, ISBN 3-15-010332-0 (deutsche Ausgabe).
- Elemér Bakó: Elias Lönnrot and his Kalevala, 1985, Bibliography, Library of Congress.